# Первый бросок десанта

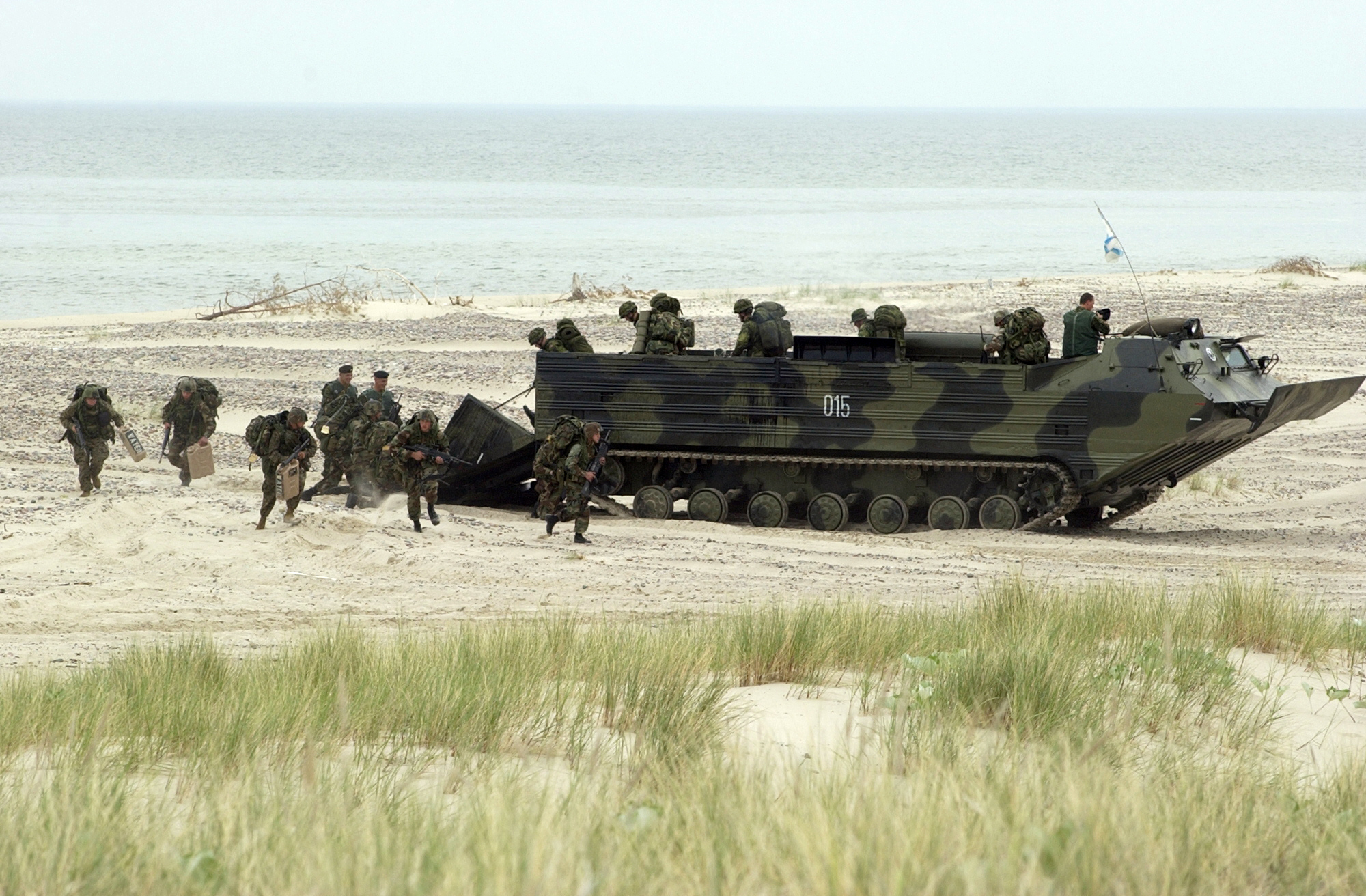
Высадка морской пехоты с борта транспортёра ПТС-4

Первый бросок десанта или просто первый бросок — авангардная часть передового отряда морского десанта, которая включает в себя наиболее подготовленные формирования морской пехоты. Первый бросок раньше всех высаживается на занятое противником побережье с целью быстрого захвата прибрежной кромки пункта высадки, который запланирован для обеспечения доставки основных сил. 
Опыт Великой Отечественной войны продемонстрировал, что часто успех высадки первого броска имеет определяющее значение для всей десантной операции в целом, поэтому его состав должен включать в себя наиболее боеспособные подразделения. Первый бросок высаживается в один приём (за один рейс) непосредственно с кораблей или высадочных средств без перегрузки. Обычно первый бросок включает в себя передовой отряд десанта, а также подразделения химической и войсковой разведки. Помимо пехоты в его составе обязательно должны быть сапёры для расчистки инженерных заграждений, средства связи и рабочие команды для подготовки захваченного побережья к дальнейшей высадке авангарда, а затем и основных сил. 